# Livin’ Like Hustlers
Livin’ Like Hustlers – debiutancki album grupy hip-hopowej Above the Law. Został wydany w 1990 roku.

## Lista utworów
1. "Murder Rap" – 4:14
2. "Untouchable" – 3:45
3. "Livin’ Like Hustlers" – 5:45
4. "Another Execution" – 4:21
5. "Menace to Society" – 4:33
6. "Just Kickin' Lyrics" – 4:22
7. "Ballin'" – 4:19
8. "Freedom of Speech" – 4:20
9. "Flow On (Move Me No Mountain)" – 3:57
10. "The Last Song" – 6:21

## Personel
- Eazy-E – producent wykonawczy
- Big Bass Brian – mastering
- Andre "L.A. Dre" Bolton – keyboard
- Cold 187um – śpiew
- Dr. Dre – asystent producenta
- Peter Dokus – fotografia
- Helane Freeman
- Joe Gastwirt
- Go Mack – śpiew
- K.M.G the Illustrator – śpiew
- Laylaw – śpiew, producent
- David Mitson
- Mike Sims – basista, gitara, śpiew
- Donovan Sound – technik
- Total Kaos – śpiew